# Аммофила песочная
Аммофила песочная, или пескорой песочный (лат. Ammophila sabulosa) — вид роющих ос (Sphecidae) рода Аммофила (Ammophila). Палеарктика.

## Описание
Длина около 2 см. Стройные тонкотелые осы с прозрачными перепончатыми крыльями. Первый тергит первого сегмента брюшка очень длинный, сжат с боков. Основная окраска тела чёрная, брюшко (и ноги частично) красно-рыжее в основании. Охотятся на гусениц бабочек, которых парализуют, после чего переносят в гнездо, где кормят ими своих личинок. Гнездятся в почве.